# Alemanha, Ano Zero
Alemanha, Ano Zero  (Germania anno zero) é um filme franco-teuto-italiano, da escola neorrealista, dirigido por Roberto Rossellini e lançado em 1948. Rodado em Berlim, a obra completa a trilogia da guerra do diretor, à qual pertencem também Roma, città aperta (Roma, Cidade Aberta, 1945) e Paisà (1946), filmados na Itália. O filme explora a ferida deixada pelo nazismo, que afetou de forma terrível e profunda uma geração simbolizada na obra pelo jovem protagonista.
Assim como o usual em obras neorrealistas, Rosselini lançou mão de atores não profissionais e gravou em locações reais, pretendendo transmitir a realidade de uma Berlim bombardeada e em escombros após sua quase destruição na Segunda Guerra Mundial.

## Sinopse
Edmund, um garoto de 12 anos, vive com seu pai e irmãos em uma moradia coletiva, presente em uma Berlim devastada pela guerra e ainda ocupada pelas tropas aliadas. Seu pai está doente e sua família carece de recursos financeiros, não há emprego e apenas o jovem e sua irmã estão propensos a trabalhar. Diante das dificuldades, Edmund se envolve com um grupo de jovens infratores e, estimulado por um antigo professor, toma atitudes danosas que visam amparar a sua situação.

## Enredo
As informações a seguir contém spoilers.

O filme se passa em Berlim, cidade devastada pelos bombardeios e ocupada pelas tropas aliadas. Edmund, um garoto de 12 anos, tenta ajudar a família  e sai em busca de dinheiro nas ruas trocando objetos de valor. Seu pai está muito doente e necessita de constante repouso. Já sua irmã é acusada, de prostituir-se para os soldados estrangeiros. Edmund acaba se envolvendo com um grupo de jovens deliquentes e uma jovem órfã e sexualmente precoce.
Perambulando pelas ruas, Edmund reencontra um ex-professor, o Sr. Enning, retratado por Rossellini como um pedófilo devido à forma exagerada com que demonstra interesse e acaricia o jovem. O professor pede para o jovem garoto vender um disco com um discurso de Hitler no mercado negro e, como recompensa, lhe dá uma parcela do valor.
Ao ver a saúde do pai se deteriorar, resolve pedir ajuda financeira ao professor. Este, no entanto, responde Edmund dizendo que em tempos de tanta dificuldade, deve imperar a lei do mais forte. O discurso de tom nazista do professor, em combinação com as próprias queixas do pai que sente ser um peso para a família, leva Edmund a interpretar que é seu dever matá-lo e, portanto, ele envenena o seu chá. Edmund conta o que fez a Enning, que recebe a notícia com espanto e o manda embora, negando ter qualquer responsabilidade sobre o ocorrido.
Edmund vaga pelas ruas da cidade sem rumo. Não encontra apoio dos jovens, que o mandam embora por ser ele muito mais novo. Tampouco sente-se à vontade para voltar a sua casa e acaba acompanhando o corpo do pai sendo levado do topo de um prédio em ruínas na vizinhança. Por fim, faz o que parece ser sua única saída. Edmund se suicida jogando-se do alto do prédio.

## Elenco
- Edmund Moeschke como Edmund Köhler[6]
- Ernst Pittschau como Sr. Köhler[6]
- Ingetraud Hinze como Eva Köhler[6]
- Franz-Otto Krüger como Karl-Heinz Köhler[6]
- Erich Gühne como professor[6]
- Karl Krüger como médico[7]
- Alexandra Manys como amiga de Eva Köhler[7]
- Heidi Blänkner como Frau Rademaker[7]
- Hans Sangen como Herr Rademaker[7]
- Basis Schultz-Reckewell como filha do casal Rademaker[7]
- Franz von Treuberg como general Von Laubniz[7]
- Gaby Raak como esposa do general Von Laubniz[7]
- Inge Rocklitz como refugiada[7]
- Jo Herbst como Jo[7]
- Barbara Hintz como Thilde[7]

## Produção

### Pré-produção
Seguindo métodos comuns a diversos filmes do neorrealismo italiano, Rossellini filmou com atores não profissionais que conheceu nas ruas de Berlim. Rossellini encontrou Ernst Pittschau sentado na escada de uma casa de repouso e descobriu que ele tinha sido um ator do cinema mudo quarenta anos antes. O diretor também viu a ex-dançarina de balé Ingetraud Hinze em pé em uma fila de comida e ficou surpreso com a expressão de desespero em seu rosto; já Franz-Otto Krüger veio de uma família de acadêmicos e foi preso pela Gestapo durante a guerra, chamando a atenção de Rossellini.
Para o papel principal de Edmund, Rossellini estava determinado a encontrar um protagonista que se assemelhasse fisicamente ao seu filho prematuramente falecido Romano Rossellini, aos nove anos de idade, vítima de uma apendicite aguda. Rossellini chegou a entrevistar centenas de garotos, até finalmente aceitar um convite para visitar um circo e lá encontrar Moeschke, acrobata, nascido no circo e filho de artistas circenses. Rossellini o levou para o hotel, lavou suas mãos, penteou seus cabelos  e lhe serviu um lanche. A semelhança entre Moeschke e Romano impressionou a todos da equipe, Rossellini imediatamente o colocou no papel principal

### Filmagens
As tomadas em locações foram filmadas na Alemanha, enquanto todas as tomadas de estúdio foram filmadas em Roma. As filmagens começaram em 15 de agosto de 1947, com um roteiro escrito em moldes informais e Rossellini instruindo os atores a improvisarem os diálogos. Enquanto filmava nas ruas de Berlim, Rossellini ficou impressionado com a indiferença das pessoas nas ruas com a equipe de filmagem, porque estavam muito mais preocupadas em tentar conseguir comida e sobreviver. Quando Rossellini foi para Roma por uma semana no meio das filmagens, Carlo Lizzani dirigiu algumas cenas em sua ausência. Em meados de setembro, as filmagens em Berlim ocorreram após 40 dias e a produção mudou-se para Roma em 26 de setembro de 1947 para filmar as cenas internas. Ao chegarem em Roma, os atores alemães tiveram que esperar até novembro para retomar as filmagens porque os sets do filme não haviam sido montados. Em novembro, os alemães, anteriormente desnutridos, tiveram que fazer dietas radicais, a fim de manter a continuidade com suas cenas anteriores. Depois de filmar em Roma, a maioria dos atores alemães não queria voltar para Berlim e alguns fugiram para o interior da Itália. 

## Lançamento e Circulação
Alemanha, ano zero foi lançado na Itália no dia 01 de dezembro de 1948, um pouco mais de 3 anos após o Instrumento da Rendição Alemã, que marcou o término da Segunda Guerra Mundial, finalizada no dia 2 de setembro de 1945. 1948 representa o ápice do neorrealismo italiano, uma vez que outras obras importantes do movimento também foram lançadas no mesmo período, como Ladrões de Bicicleta, de Vittorio De Sica, e A Terra Treme, de Luchino Visconti. No Brasil, o filme de Roberto Rossellini também foi lançado nos cinemas em 1948; por outro lado, a obra estreou em Nova York em setembro de 1949. Na Alemanha, a exibição do filme se deu apenas em 1952, no clube de cinema de Munique; durante um tempo, a obra ficou “esquecida” nesse país, sendo reexibida somente em 1978, na TV alemã.
Além da exibição nos cinemas, Alemanha, ano zero também circulou por alguns festivais. Em 1948, foi visto no Festival Internacional de Cinema de Locarno, que ocorre anualmente na cidade de Locarno, desde 1946. Posteriormente, a obra foi lançada em outro festival no exterior, em 1953, no Festival Internacional de Cinema de Melbourne, realizado anualmente em Melbourne, a partir de 1952. Em 1990, 42 anos após o lançamento oficial de Alemanha, ano zero, a obra reiterou a sua importância ao ser retomada no especial retrospectivo “o ano de 1945”, no 40º Festival Internacional de Cinema de Berlim

## Recepção
Muitos críticos que haviam defendido Rossellini anteriormente condenaram o filme por ser melodramático e irreal, em destaque Jean Georges Auriol, ao dizer que a obra era apressada e superficial. No entanto, Charlie Chaplin disse que foi "o filme italiano mais bonito" que ele já tinha visto. André Bazin também defendeu Rossellini e disse que o “realismo” do diretor não tinha nada em comum com tudo o que o cinema (com exceção de Jean Renoir) produzira até então de realista. Para ele, o realismo de Rossellini não é um realismo de tema, mas de estilo. Na Alemanha, a maioria dos alemães não gostou da atitude negativa e pessimista do filme, que escancara a precariedade da vida na cidade em ruínas no imediato pós-guerra. Embora o filme não tenha sido tão bem recebido pelo público como os dois outros filmes da chamada trilogia da guerra dirigidos por Rossellini em 1945 e 1946, Alemanha ano zero permanece um dos filmes emblemáticos do neorrealismo italiano.

## Premiações
Venceu nas categorias de Grande Prêmio (atualmente denominada Leopardo de Ouro) e de Melhor Roteiro Original no  Festival Internacional de Cinema de Locarno de 1948.